# Monotes paivae
Monotes paivae är en tvåhjärtbladig växtart som beskrevs av Catarino och E.S.Martins. Monotes paivae ingår i släktet Monotes och familjen Dipterocarpaceae. Inga underarter finns listade i Catalogue of Life.